# Bethan Roberts
Bethan Roberts (Abingdon-on-Thames, ...) è una scrittrice britannica.

## Biografia
Bethan Roberts è nata ad Abingdon, nella contea dell'Oxfordshire, in Inghilterra.
Nel 2007 ha scritto il suo primo romanzo, The Pools, che le è valso il Premio Jerwood/Arvon per Giovani Scrittori; l'anno seguente è uscito il suo secondo romanzo, The Good Plain Cook, scelto come libro dell'anno dalla rivista Time Out e trasmesso in audio-lettura a puntate sul programma radiofonico della BBC Radio 4 Book at Bedtime. Nel 2012 la casa editrice Chatto&Wandus pubblica My Policeman, romanzo da cui verrà tratto un film in uscita prodotto da Amazon Studios; nel 2014 esce Mother Island, candidato al Jerwood Fiction Uncovered prize e nel 2019 viene pubblicato il suo ultimo romanzo, Graceland, incentrato sulla storia del cantante Elvis Presley e di sua madre.
Oltre ai romanzi, Roberts scrive racconti brevi e drammi per la BBC Radio, lavora come ricercatrice, scrittrice e assistente alla produzione di documentari televisivi e insegna scrittura creativa alla Chichester University e al Goldsmiths College di Londra.
Vive a Brighton con la sua famiglia.

## Opere
- The Pools (2007)
- The Good Plain Cook (2008)
- My Policeman (2012)
- Mother Island (2014)
- Graceland (2019)